# Dolina do Siedmiu Źródeł

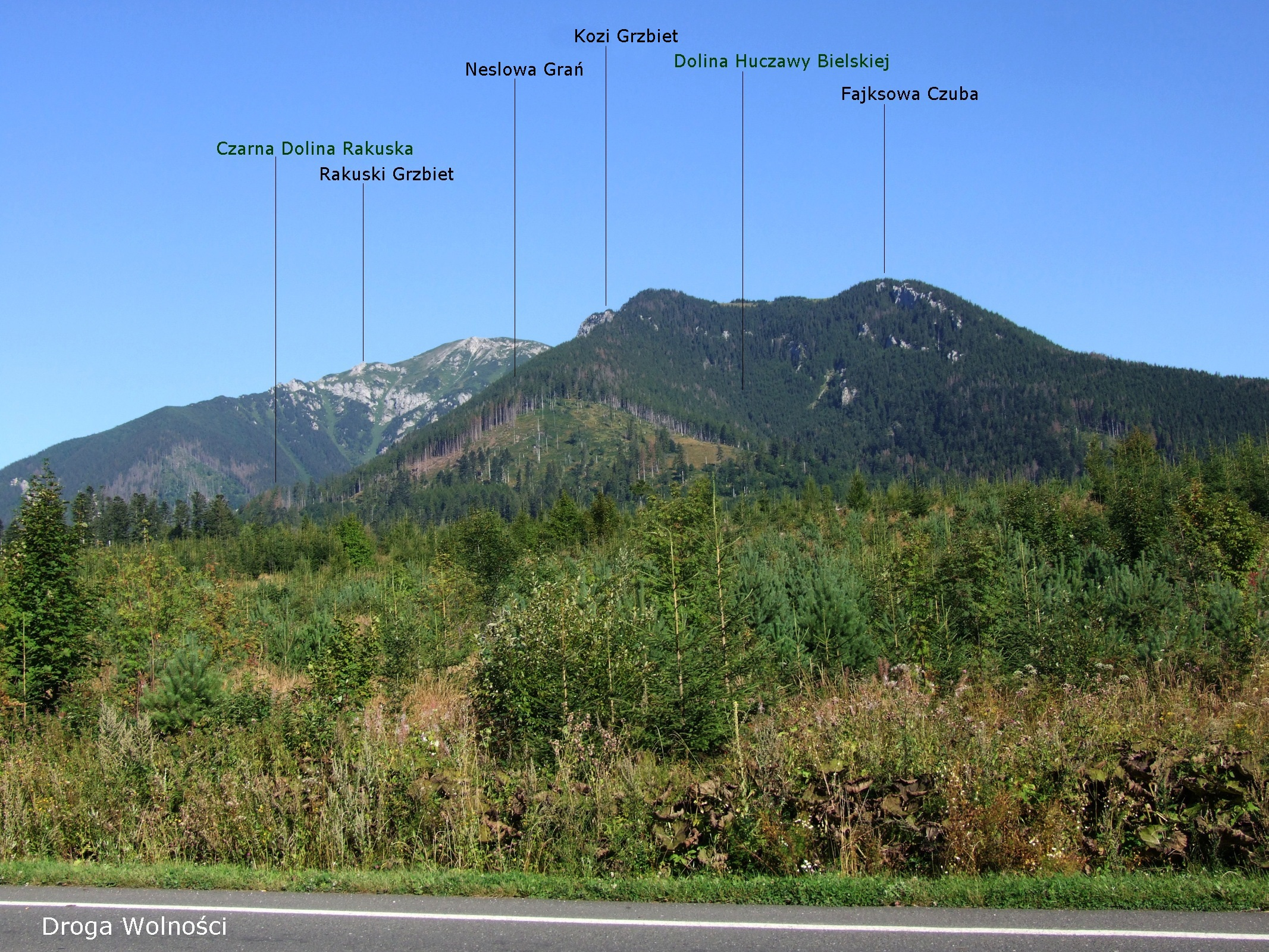
Widok z północno-wschodniej strony

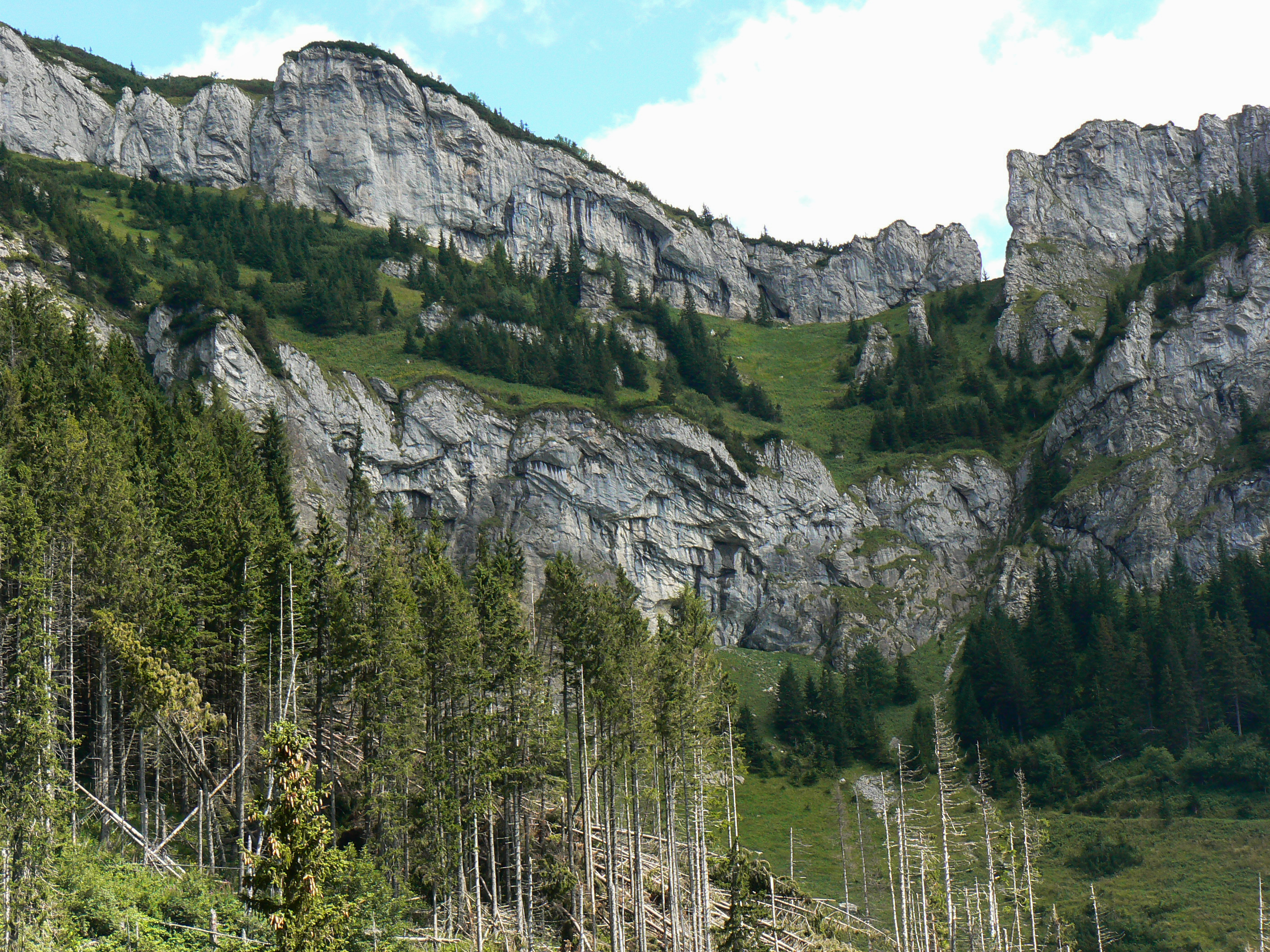
Skalne Wrota

Dolina do Siedmiu Źródeł (niem. Siebenbrünnental, słow. Dolina Siedmych prameňov, węg. Hét-forrás völgye) – górna część Doliny Czarnej Rakuskiej w słowackich Tatr Bielskich. Słowacy dla całej doliny stosują nazwę Dolina Siedmych prameňov.
Dolina do Siedmiu Źródeł to główny ciąg Doliny Czarnej o takim samym kierunku; opada spod Bujaczego Wierchu (1947 m) w kierunku południowo-wschodnim. Jej orograficznie lewe zbocza tworzy Bujaczy Wierch, Skalne Wrota, Kozi Grzbiet, Neslowa Grań. Zbocza prawe tworzy Rakuski Grzbiet i odchodzący od niego na południowy wschód Smrekowy Dział. W najwyższej części Doliny do Siedmiu Źródeł znajdują się dwa wielkie żleby: Lawinowy Żleb spadający spod Bujaczego Wierchu i Skalnych Wrót oraz Owczy Żleb spadający z Rakuskiego Grzbietu. Na oddzielającej je i porośniętej lasem wypukłości znajdują się Kozie Skały, a poniżej lasu na polanie wybudowano Schronisko pod Szarotką. Poniżej polany ze schroniskiem Dolina do Siedmiu Źródeł opada jeszcze dalej w południowo-wschodnim kierunku do wysokości około 1050 m, gdzie odgałęzia się Dolina pod Czerwoną Glinką.
Na wysokości około 1200 m znajduje się duże wywierzysko o nazwie Siedem Źródeł. Od niego pochodzi obecna nazwa doliny. Z wywierzyska wypływa potok Czarna Woda Rakuska. Dolina do Siedmiu Źródeł charakteryzuje się bujną roślinnością i od dawna była obiektem zainteresowań botaników. M.in. w 1813 roku jej florę badał Göran Wahlenberg. Od dawna była wypasana, a w XVIII wieku prowadzono w niej roboty górnicze. Pasterstwo istniało w niej do 1954 r.
Dolina w przeszłości miała wiele nazw: Dolina do Siedmiu (lub Pięciu) Źródeł, Dolina nad Źródłami, Dolina na Źródła, Zimne Źródła, dolina Siedmich prameňov. Niemcy spiscy używali nazwy Fünfbrünnelchen. W dawnej literaturze opisywano ją także nazwą Siebbrünnergrund (i jej zniekształceniami: Siebrünnergrund i Sibriner Grund). Nazwę tę omyłkowo przesunięto na Dolinę za Tokarnią.

## Turystyka
Dolną częścią Doliny do Siedmiu Źródeł prowadzi żółty szlak turystyczny.
  rozdroże na Zbójnickim Chodniku – Czarna Dolina Rakuska – Schronisko pod Szarotką. Czas przejścia 1.10 h, ↓ 50 min.